# Luc Junior
Luc Junior è un fumetto nato dalla collaborazione tra lo sceneggiatore René Goscinny e il disegnatore Albert Uderzo.
Viene pubblicato tra l'ottobre 1954 e il 1955 su Bonne Soirée, supplemento della rivista settimanale belga Libre Belgique, in cinque episodi.
Nel 1957 la rivista Libre Belgique affida la prosecuzione della serie di Luc Junior ai fumettisti franco-belgi Greg (pseudonimo di Michel Regnier) e Sirius (pseudonimo di Max Mayeu).